# ماركين بوسكا
ماركين بوسكا (بالبولندية: Marcin Bosak)‏ هو ممثل بولندي، ولد في 9 سبتمبر 1979 بوودج في بولندا.

## وصلات خارجية
- ماركين بوسكا على موقع IMDb (الإنجليزية)
- ماركين بوسكا على موقع قاعدة بيانات الأفلام العربية
- ماركين بوسكا على موقع ألو سيني (الفرنسية)
- ماركين بوسكا على موقع أول موفي (الإنجليزية)
- ماركين بوسكا على موقع قاعدة بيانات الفيلم (الإنجليزية)
- ماركين بوسكا على موقع كينوبويسك (الروسية)